# Eucharia ragusai
Eucharia ragusai är en fjärilsart som beskrevs av Stauder. 1928. Eucharia ragusai ingår i släktet Eucharia och familjen björnspinnare. Inga underarter finns listade i Catalogue of Life.